# رامي العلي
رامي العلي هو مصمم أزياء سوري. تخرج العلي من كلية الفنون الجميلة في دمشق في عام 1995 بدرجة علمية في الفنون البصرية. ثم قرر الانتقال إلى دولة الإمارات العربية المتحدة لكسب مهارات وخبرات في مجال تصميم الأزياء. وأنشأ علامته التجارية "رامي العلي" في عام 2001.

## بيت الأزياء
حقق العلي إنجازا كبيرا في مجال تصميم الأزياء في عام 2009 عندما ظهرت تصميماته في أسبوع "روما ألتا مودا." كما عرض تصميماته لأول مرة في أسبوع باريس للأزياء الراقية في عام 2012.
في عام 2014، وسع العلي مجموعته من خلال إطلاق مجموعة ملابس جاهزة تتميز بالتفاصيل الكلاسيكية والأنيقة، والتي تعكس نهجا حديثا لتصميمات ملابس السهرة الفاخرة. واستمرت علامته التجارية بالتطور حتى أطلق مجموعته "رامي العلي بالأبيض" في عام 2020، والتي هي مجموعة من فساتين الزفاف الجاهزة.
في يونيو 2025، تمت دعوة رامي العلي لتقديم مجموعته في باريس، كجزء من أسبوع الأزياء الراقية للاتحاد الفرنسي للأزياء الراقية والموضة، بذلك أصبح رامي أول مصمم سوري يتم الترحيب به في تقويم الأزياء الراقية الرسمي.

## مشهورات ارتدين تصاميم رامي العلي
ظهرت العديد من المشهورات بتصاميم رامي العلي ومنهن: الممثلة الهندية أيشواريا راي باتشان والمغنية الأمريكية بيونسيه والمغنية الامريكية جينيفر لوبيز والمغنية السورية أصالة وأمل كلوني وعارضة الأزياء نعومي كامبل والممثلة والمخرجة إيفا لونجوريا والممثلة هيلين ميرين والممثلة شارون ستون والمؤثرة ليوني هان و الممثلة فان بينج بينج والممثلة يسرا وغيرهن.

## الفن وتعزيز دور المرأة
يخصص العلي جزءا كبيرا من تصميماته للفن وتعزيز دور المرأة وتمكينها. وقد أبرز ذلك في معرضه بعنوان "ثورات شخصية" والذي كان بالتعاون مع مؤسسة "أتاسي" في عام 2019. وسلط معرضه الضوء على بدايات الحركة الفنية النسائية في سوريا، مع التركيز على دور المرأة في الساحة الفنية السورية.

## التعاونات
تعاون العلي مع العديد من العلامات التجارية العالمية والمصممين العالميين ومنهم: بيت المجوهرات "ميسيكا" وعلامات مجوهرات راقية مثل "فان كليف" و"بلغاري." كما تعاون مع المهندس المعماري الإسباني كارميلو زابولا لإكسبو 2020.
كما يعمل العلي كمرشد بالتعاون مع مجلس دبي للتصميم والأزياء (DDFC). وهدفه هو رفع مستوى المواهب المحلية والإقليمية في صناعة الأزياء وتعزيز الاستدامة.

## الترشيحات
تم ترشيح العلي لجائزة The Business of Fashion (BoF) 500 - دفعة 2023. ويعد BoF مؤشرًا مباشرًا لأكثر 500 شخص تأثيرًا في صناعة الأزياء العالمية.

## أرض ديار
أطلق رامي العلي "أرض ديار"، وهي مبادرة مجتمعية تهدف إلى تشجيع التواصل مع شخصيات سورية راسخة من أجل دعم المواهب السورية الناشئة في جميع أنحاء العالم، والعمل على بناء القدرات والاستثمار بها لمستقبل مزدهر.

## وصلات خارجية
رامي العلي، الموقع الرسمي